# Транспорт във Флоренция
Град Флоренция, Италия, се намира на главния път на връзките между Северна и Южна Италия, така че е докосната от основната инфраструктура и транспортни мрежи.

## Пътища

### Автомагистрали и скоростни пътища
Градът се обслужва от две автомагистрали, околовръстен път и главен път (S.G.C. FI-PI-LI):
- A1 Автомагистрала на Слънцето – директна връзка със Северна Италия (хъб Болоня), юга на Тоскана и Рим
- A11 Фиренце-Маре – връзка с тосканските градове Прато, Пистоя, Лука, Пиза, Виареджо и с крайбрежието на Версилия
- Магистрална връзка 3 Сиена-Флоренция (RA 3), позната като Атуопалио – удобна директна връзка със Сиена
- SGC Флоренция-Пиза-Ливорно – връзка със западната част на провинцията, Емполи, Понтедера, Ливорно и Пиза с по-южен маршрут от A11

### Второстепенни пътища
- Държавен път 2 Виа Касия (SS 2) – в градската част Виа Сенезе, Пиацале ди Порта Романа и Виа Романа. Започва от Рим и завършва на Пиаца де Пити. Виа Касия е продължавал във Флоренция, за да стигне до Пистория и Лука. Доказателство за това е Виа Касия в квартал „Сан Якопино“.
- Държавен път 65 дела Фута (SS 65) – в градския участък на Виа Блонезе, връзка с Болоня през Муджело и проходите Фута и Ратикоза
- Държавен път 66 Пистойезе (SS 66) – в градския участък на Виа Пистойезе, връзка с Пистоя и Пистойската планина . Завършва на Държавния път Абетоне и Бренеро 12 в Ла Лима, близо до Пительо и Сан Марчело Пистойезе.
- Държавен път 67 Тоско-Романьола (SS 67) – с различни топоними в града, сред които виа Пизана, Борго Сан Фредиано, виа Аретина, пресича го с маршрут изток-запад, свързвайки го с крайбрежието на Тоскана чрез паралелен маршрут с главен път (S.G.C. FI-PI-LI) от едната страна и с Валдарно Супериоре, Валдисиеве и Форли от другата.
- Държавен път 222 Киантиджана (SS 222) – забележителен и интересен алтернативен маршрут от пейзажна гледна точка до Сиена, през хълмовете Кианти
- Държавен път 302 Бризигелезе Равенате (SS 302) – в градския участък на виа Фаентина, алтернативен маршрут за Муджело и Горна Тоскана, който завършва близо до Равена след пресичане на Фаенца

## ЖП линии
Трениталия управлява железопътния транспорт, работещ във Флоренция. Градът се обслужва от три основни гари: Санта Мария Новела, Рифреди и Кампо Марте. Гарите, използвани за регионален и местен трафик, са Фиренце Кастело, Фиренце Ровецано, Фиренце Сан Марко Векио, Фиренце Статуто, Ле Куре, Фиренце Порта ал Прато и Ле Пиадже. Високоскоростната жп гара Фиренце Белфиоре е в процес на изграждане.
Железопътните линии, които интересуват Флоренция, са:
- ЖП линия Болоня-Флоренция (високоскоростна) и ЖП линия Флоренция-Рим (много директна), линията TAV, която пресича Флоренция
- ЖП линия Флоренция-Рим – бавна линия до Рим, минаваща през Понтасиеве и Арецо
- Линия Флоренция-Болоня – линия до Болоня, минаваща през Прато и Кастильоне дей Пеполи. Въпреки че е ограден от линията TAV, тя е посочена като директен маршрут, за да се разграничи от ЖП линията Поретана.
- ЖП линия Мария Антония – за Прато, Пистоя, Лука и Виареджо
- ЖП линия Леополда – за Емполи, Пиза и Ливорно
- ЖП линия Фаетина – за Борго Сан Лоренцо, Маради и Фаенца. В Борго Сан Лоренцо се образува пръстен с Понтасиеве.

Чрез тези линии Флоренция е свързана с множество италиански и чужди градове. С пускането в експлоатация на високоскоростната железопътна линия градът се обслужва от главния гръбнак Торино-Милано-Неапол.

## Летища
Град Флоренция се обслужва от Летище „Америго Веспучи“,  открито на 4 юни 1931 г. Намира се в квартал „Перетола“ и предлага национални и европейски връзки, използвайки предимно национални авиолинии, свързани с центъра на града. Има и допълнителни връзки с най-голямото летище в Тоскана – Летище „Галилео Галилей“ в Пиза.

## Градска мобилност
Градският транспорт се управлява от Аутолинее Тоскане, която управлява линия от градски автобуси, работещи главно извън историческия център и извънградски линии, насочени към вътрешността на града и други провинции. Около 100 автобусни линии пътуват по улиците на Флоренция. В допълнение, градът предлага и нощна услуга, наречена "Nottetempo". Билети могат да бъдат закупени на спирките или директно в автобуса. Основните компании за обслужване на автомобили на дълги разстояния са погълнати от Аутолинее Тоскане. Има няколко нередовни линии за междурегионален и международен транспорт. Извънградските автобусни терминали се намират на автогара Буситалия на Гара „Санта Мария Новела“ във Флоренция и на други места на открито, като площада на Гара „Леополдина“, пл. „Кашине“ и обменния паркинг Вила Костанцa в Скандичи.
До три електрически автобусни линии оперират по ограничени маршрути в рамките на историческия център. Градската мобилност в историческия център, който до голяма степен е затворен за чуждестранно пътно движение през зоните с ограничен трафик (ZTL), е силно ограничена от липсата на други обществени транспортни средства, с изключение на такситата. Туристите с увреждания могат също да имат свободен достъп до ZTL в центъра на Флоренция със собствения си автомобил, но трябва да уведомят преди пристигането си.
За да се намали въздействието на частния транспорт върху трафика, през 2010 г. е открита трамвайната мрежа, която към 2023 г. е ограничена до две линии. Линия 1 и Линия 3.1, завършени през юни 2018 г., включително и т. нар. „Variante Valfonda“, представляват линия T1 „Leonardo“ (в експлоатация от 16.07.2018 г.), която свързва крайната гара Скандичи (Вила Костанца) с началната/крайната спирка Кареджи, без прекъсвания на линията. Линия 2 представлява линия T2 „Vespucci“ (в експлоатация на 11/02/2019), която свързва началната/крайната спирка на Пиаца дел Унитà италиана с Летище „Америго Веспучи“; други линии в момента са във фаза на планиране и строителство.

## Велосипедни алеи
Велосипедните пътеки обхващат района около историческия център на Флоренция с някои разклонения, които често не са свързани помежду си. Настоящият маршрут е приблизително 90 km, въпреки че ситуацията непрекъснато се развива. Районът Кампо ди Марте е особено добре обслужван. Всички огромни пешеходни зони на центъра могат да бъдат пресечени с велосипед, свързани с велосипедни алеи през Ва Кавур, както и основните градски паркове. В града има различни автомобили и велосипеди под наем:
- Car sharing
- Car2go
- SharenGo
- Enjoy
- Bike Sharing
- Gobee Bike
- Mobike
- Taxi[6]